# Рютов, Дмитрий Дмитриевич
Дми́трий Дми́триевич Рю́тов (род. 6 марта 1940, Москва) — советский, российский и американский физик, специалист в области физики плазмы и теоретической физики. Академик Российской академии наук (с 1992 года). Старший научный сотрудник (Senior Visiting Scientist) Ливерморской национальной лаборатории.

## Биография
В 1962 году окончил Московский физико-технический институт, после чего до 1968 года работал в Институте атомной энергии. В 1968 году перешёл в Институт ядерной физики Сибирского отделения АН СССР на должность старшего научного сотрудника. В 1971 году становится заведующим лабораторией. С 1981 года является заместителем директора. С 1988 года — главный научный сотрудник. C 1994 г.— сотрудник Ливерморской национальной лаборатории (Livermore National Laboratory, США).
С момента образования в 1973 году и по 1997 год возглавлял кафедру физики плазмы физического факультета Новосибирского государственного университета при Институте ядерной физики.
В 1976 году избран членом-корреспондентом АН СССР по Отделению общей физики и астрономии. В 1992 году по тому же отделению избран действительным членом Российской академии наук.
Член Американского физического общества (American Physical Society, 1998) и Британского института физики (Institute of Physics, UK, 2004). Премия Э. Теллера (LLNL E. Teller Fellow, 2007).

## Научные достижения
Основные труды в области физики плазмы и астрофизики. Исследовал «взрывную неустойчивость» и аномальное сопротивление плазмы, неустойчивость Рэлея — Тейлора в плазме и неустойчивость плазмы с градиентом электронной температуры, сильноточные электронные пучки и пучковый нагрев плазмы в открытых ловушках. Д. Д. Рютов совместно с Г. И. Будкером и другими членами их научной группы предложил и исследовал ряд новых схем удержания плотной плазмы. Совместно с Г. В. Ступаковым создал теорию неоклассического переноса плазмы в открытых ловушках с квадрупольным магнитным полем. Совместно с Г. Е. Векштейном исследовал так называемое стеночное удержание и термоизоляцию плотной плазмы. Предложил несколько схем магнитного удержания плазмы, включая многопробочную и газодинамическую ловушки (совместно с В. В. Мирновым), а также источник термоядерных нейтронов на основе газодинамической ловушки. Ряд работ посвящён изучению проблемы нагрева плазмы в открытых магнитных ловушках пучками заряженных частиц. Изучал вопросы, связанные с транспортировкой сильноточных электронных пучков.
После эмиграции в США установил ограничение сверху на массу фотона из наблюдательных данных солнечного ветра, а также предложил ряд лабораторных экспериментов с пинчами и мощными лазерами для моделирования астрофизических явлений.